# 61 (број)
61 је број, нумерал и име глифа који представља тај број. 61 је природан број који се јавља после броја 60, а претходи броју 62.

## У науци
61 је:
- осамнести прост број.
- прост број близанац броја 59.
- кубни прост број форме {\displaystyle p={\frac {x^{3}-y^{3}}{x-y}}}, гдје је {\displaystyle x=y+1}.[1]
- центрирани квадратни број.[2]
- центрирани хексагонални број.[3]
- центрирани декагонални број.[4]
- шести Ојлеров цикцак број.

## Остало
61 је:
- број француског департмана Орн.
- код за међународне директне позиве према Аустралији.